# Croton erythrochyloides
Espèce
Croton erythrochyloides est une espèce de plantes à fleurs du genre Croton et de la famille des Euphorbiaceae, présente en Bolivie.